# Metophthalmus rileyi
Metophthalmus rileyi es una especie de coleóptero de la familia Latridiidae.

## Distribución geográfica
Habita en Texas (Estados Unidos)